# Prijepolje
Prijepolje (cyr. Пријепоље) – miasto w Serbii, w okręgu zlatiborskim, siedziba gminy Prijepolje. W 2011 roku liczyło 13 330 mieszkańców.
Miejscowość założona została w XIII wieku.
Urodził się tutaj koszykarz NBA Vlade Divac.

## Miasta partnerskie
- Köniz, Szwajcaria